# Gian Piero Díaz
Gian Piero Díaz Piérola (Lima, 27 de septiembre de 1976) era un actor, comediante y presentador peruano, conocido por presentar reality shows como Combate de ATV y Esto es guerra de América Televisión y Entrometidos en Willax.

## Biografía
Nace un 27 de septiembre de 1976, hijo de Abelardo Díaz Huamán y Annita Piérola Piérola. Díaz estudió en el Colegio San Agustín, en donde jugó para la selección y participó el campeonato sudamericano en Chile. Estudió marketing en el IPM y administraba una tienda, a la par participaba en comerciales para diferentes marcas. 
En 1999 debutó en el teatro con la obra Garabato con botas.
En el año 2000, luego de haber participado en telenovelas como Torbellino y Travesuras del corazón, productores mexicanos le ofrecieron una beca para estudiar actuación en TV Azteca, la cual aceptó, y aprobó el casting para participar en la telenovela mexicana Todo por amor.
En 2004 debutó en la conducción con el programa 100% fanáticos de CMD y actuó en la telenovela Estos chicos de ahora. En 2005 ingresó a Polizontes, junto a Renzo Schuller y Erika Beleván, programa en el cual realizaban entrevistas en diferentes eventos sociales.
Díaz actuó en la serie Esta sociedad y en la obra Amadeus en 2008. De 2009 a 2010 actuó en la serie Clave uno: médicos en alerta, que duró tres temporadas.
Como actor durante 2011, participó en la telenovela Lalola y presentó la obra de stand-up ¿Por qué no somos pareja? junto a Renzo Schuller.
En 2011, Díaz incursionó como presentador en señal abierta con el programa Dame que te doy, que a los pocos meses fue cancelado para luego ser reemplazado por el reality show Combate en ATV que Díaz conduce junto a Renzo Schuller. Díaz condujo paralelamente el programa Hola a todos junto a Rossana Fernández-Maldonado, en la misma casa televisora.
Díaz también conduce el programa Fábrica de sueños en 2013. También consideran a Gian Piero como uno de los personajes más queridos en la televisión peruana, por su participación en el programa Fábrica de sueños.
En 2016, después de haber salido de la conducción del reality Combate y de ATV regresa junto a Renzo Schuller con el programa de competencia Reto de Campeones por Latina Televisión. En septiembre del mismo año regresa a la conducción de Combate tras la cancelación del programa.
En 2018, empieza a conducir un programa de radio junto a Renzo Schuller que también es su compañero en Combate llamado Pipi y Shushu en La Karibeña, que no tuvo éxito y fue sacado del aire.
En 2019 fue presentado como coconductor del programa juvenil de competencia Esto es guerra hasta su retiro en 2021.
Desde febrero de 2022, presenta el programa Sorpréndete en Willax Televisión, junto a Rossana Fernández-Maldonado. Por la misma cadena, estrenó el programa Abrazo de gol, junto al antiguo elenco de Combate.

## Créditos
| Presentador - 100% fanáticos (2004-2010) - Polizontes (2005-2010) - Dame que te doy (2011) - Combate (2011-2015) (2016-2018) - Hola a todos (2012–2013) (2016) - Fábrica de sueños (2013-2015) (2017-2018) - Reto de campeones (2016) - Esto es guerra (2019-2021) - Sorpréndete (desde 2022) - Abrazo de gol (desde 2022) - Tu Mejor Compra (desde 2022) Actor - Boulevard torbellino (1997-1998) como Ricardo. - Apocalipsis (1998) como Rafael Valverde. - Travesuras del corazón (1998-1999) como Miguel Cantuarias. - Todo por amor (2000) como Francisco García Dávila. - Éxtasis (2001) como Jimmy Cruz. - Estos chikos de ahora (2003) como Manuel Olaechea. - Eva del Edén (2004) como Nicolás de Escudero, el perulero. - Esta sociedad (2008) como Mariano, estudiante universitario. - Clave uno: médicos en alerta (2009-2010) como el doctor Salvador. - Lalola (2011) como Patricio Miguel "Pato". | - Garabato con botas (1999) como Tonio. - Sexo dolor y lágrimas (2001) - Necesito un bebé (2001) - Tv terapia (2004) - Los tres mosqueteros (2006) - Amadeus (2008) - Una pulga en la oreja (2009) - La tía de Carlos (2011) como Charley "Carlos" Wykeham. - ¿Por qué no somos pareja? (2011), comedia de stand-up. - Pipi y Shushu (2018). Radio Karibeña. |

## Premios
| Año  | Premio                      | Categoría                                | Trabajo | Resultado |
| ---- | --------------------------- | ---------------------------------------- | ------- | --------- |
| 2013 | Premio Luces de El Comercio | Mejor conductor (junto a Renzo Schuller) | Combate | Ganador   |
| 2014 | Premio Luces de El Comercio | Mejor conductor (junto a Renzo Schuller) | Combate | Ganador   |